# زادگیری اندوخته
زادگیری اندوخته یا زادگیری پشتیبان (به انگلیسی: Preservation breeding) تلاش بسیاری از پرورش‌دهندگان گیاهان و جانوران برای حفظ خط خونی گونه‌ها، چه از یک نژاد کمیاب، چه از شجره‌های کمیاب در یک نژاد است.

## هدف
زادگیری اندوخته می‌تواند چندین هدف داشته باشد:
1. حفاظت از تنوع ژنتیکی در یک گونه یا یک نژاد؛[۲][۴][۵]
2. حفظ صفات ژنتیکی ارزشمندی که ممکن است در حال حاضر رایج یا مد نیستند، اما ممکن است در آینده ارزش زیادی داشته باشند.[۱]
3. جمعیت یا جمعیت دوباره منطقه‌ای که در گذشته گونه‌ای در آن وجود داشته‌است.
4. پشتیبانی از جمعیت وحشی آسیب‌دیده، ناتوان یا آلوده با پرورش افراد سالم و رهاسازی آنها در جمعیت به منظور تقویت سلامت کلی جمعیت.[۶]